# John D. Rockefeller
John Davison Rockefeller, ameriški industrialec in človekoljub, * 8. julij 1839, Richford, New York, Združene države Amerike, † 23. maj 1937, Ormond Beach, Florida, ZDA.
Rockefeller je bil ustanovitelj družbe Standard Oil Company, ki je dolga leta imela monopol nad naftno industrijo ZDA in bila prvi veliki ameriški poslovni kartel. Ustanovil jo je leta 1870 in jo zagnano vodil do svoje uradne upokojitve leta 1897. Prenovil je celotno naftno industrijo in postavil temelje današnjemu človekoljubju. 
Družbo Standard Oil je soustanovil v Ohiu s svojim bratom Williamom in poslovnimi partnerji Henryjem Flaglerjem, Jabezom Bostwickom, kemikom Samuelom Andrewsom in tihim partnerjem Stephenom V. Harknessom. Z naraščanjem vloge kerozina in bencina je Rockefellerjevo premoženje doseglo astronomske višave. Postal je najpremožnejši Zemljan in prvi Američan s premoženjem, večjim od milijarde dolarjev. Z upoštevanjem inflacije ga pogosto opisujejo kot najbogatejšega človeka vseh časov.
Zadnja štiri desetletja svojega življenja je preživel v pokoju. Svoje premoženje je v pretežni meri sistematično vlagal v človekoljubne namene. To je počel s pomočjo dobrodelnih skladov, ki so bili ključnega pomena za raziskave na področju medicine, izobraževanja in znanosti. S pomočjo sredstev iz njegovega sklada je pomagal zasejati seme medicinskih raziskav in posledično zatrtju rumene mrzlice in trakulje. 
Prav tako je ustanovil Univerzo Rockefeller in Univerzo v Chicagu ter finančno pripomogel k ustanovitvi Univerze na Filipinih. Po veroizpovedi je bil predan severni baptist in je veliko pripomogel k razvoju ustanov, povezanih z njegovo cerkvijo. Skozi celotno življenje se je držal popolne abstinence od alkohola in tobaka. 